# Cyathea praeceps
Cyathea praeceps là một loài thực vật có mạch trong họ Cyatheaceae. Loài này được A.R. Sm. mô tả khoa học đầu tiên năm 1990.